# Siegfried Lubnow

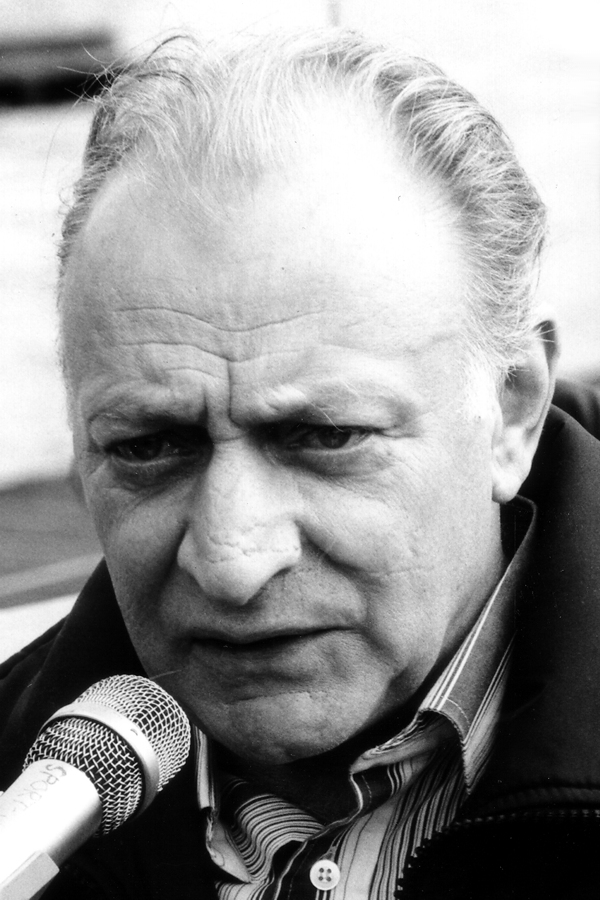
Siegfried Lubnow 1990

Siegfried Lubnow (* 1. Dezember 1924; † unbekannt) war ein deutscher Motorbootrennfahrer und lebte in Berlin. Er begann seine sportliche Karriere 1955 und wirkte nach seiner Zeit am Lenkrad  noch bis zu seinem Tode als Rennleiter.  Zwischenzeitlich verkaufte er 1958 sein damaliges Boot an Kurt Mischke und verhalf diesem später sehr erfolgreichen Rennbootfahrer zum Beginn der Karriere.

## Sportliche Erfolge
Lubnow startete fast ausschließlich in den Rennbootklasse OJ mit Außenbordern bis 175 cm³ und OA mit Außenbordern bis 250 cm³.
- 1958 Europameister Klasse OA in Profondeville (Belgien)
- 1958 Deutscher Meister Klasse OA
- 1959 Europameister Klasse OJ in Berlin-Grünau
- 1959 Deutscher Meister Klasse OJ
- 1960 Europameister Klasse OJ, Serie in Litschau (Österreich), Posen (Polen) und Berlin-Grünau[2]
- 1963 Europameister Klasse OA in Auronzo (Italien)
- 1967 Deutscher Meister Klasse OA
- 1968 Deutscher Meister Klasse OA